# Oberried
Oberried è un comune tedesco di 2 890 abitanti, situato nel land del Baden-Württemberg.